# Donji Vijačani
Donji Vijačani (szerbül: Доњи Вијачани), település Bosznia-Hercegovinában, a Bosanska Krajina és a Bosanska Posavina közötti átmeneti területen, Prnjavor község területén, a Szerb Köztársaságban. 

## Fekvése
Bosznia-Hercegovina északi részén, Banja Lukától légvonalban 32, közúton 46 km-re keletre, községközpontjától légvonalban 7, közúton 14 km-re délnyugatra, a Ljubić-hegységtől északnyugatra, a Lijevča polje dombjain, a Vijaka és bal oldali mellékvize, Mravica között, 178-345 méteres tengerszint feletti magasságban található. A falu egy része a Ljubić-hegység lejtőire is felhúzódik. A Prnjavor városát vízzel ellátó Drenovac-tó legnagyobb része Donji Vijačaniban található. A terület helyi útjai az R-476 regionális úthoz csatlakoznak. Településrészei: Topolova, Grič, Briježani, Preradovići és Radomirovići.

## Népessége
| Nemzetiségi csoport | Népesség 1991 | Népesség 2013 |
| ------------------- | ------------- | ------------- |
| Szerb               | 1637          | 1215          |
| Bosnyák             | 0             | 0             |
| Horvát              | 30            | 8             |
| Jugoszláv           | 22            | 0             |
| Egyéb               | 11            | 3             |
| Összesen            | 1700          | 1226          |

## Története
Vijačani település keletkezésére vonatkozóan nincs forrás. 1878-ig tartozott az Oszmán Birodalomhoz, ekkor a berlini kongresszus határozata alapján az Osztrák-Magyar Monarchia része lett. 1879-ben az első osztrák-magyar népszámlálás során a Prnjavori járáshoz tartozó Vijačani településnek 130 háztartása és 1152 ortodox lakosa volt. 1910-ben a Prnjavori járáshoz tartozó Vijačani településen 255 háztartást, 1758 ortodox, 8 muszlim és 2 római katolikus lakost találtak. A monarchia szétesésével 1918-ban előbb a Szerb-Horvát-Szlovén Királyság, majd 1929-től a Jugoszláv Királyság része. 
1921-ben a községnek 283 háztartása és 1785 lakosa volt. Az 1929-es törvény értelmében, amikor Bosznia-Hercegovinát négy banovinára, Drinskára, Vrbaskára, Zetskára és Primorskára osztották, a település a Vrbaska banovina része lett, amelynek székhelye Banja Luka volt Jugoszlávia megszállása után a Független Horvát Állam (NDH) része lett. 1941. október 8-án Vijačaniban tört ki a fasizmus ellen az észak-boszniai térségért vívott nemzeti felkelés.
A második világháború idején a Vijaka vidéke, valamint a Lijevče polje összes környező falva a 14. közép-boszniai partizánhadosztály hadműveleti területére esett. Lakossága részt vett a partizán egységek logisztikai támogatásában és a hadosztály akcióinak színhelye volt. A második világháború után a település a szocialista Jugoszláviához tartozott. Az addig önálló Vijačani községet 1951-ben Donji- és Gornji Vijačanira osztották fel. 1991-ben ezen a helyen alakult meg a VRS „Prnjavor” szerb könnyűgyalogos dandárja. A Boszniai Szerb Köztársaságért folytatott háborúban Donji Vijačani 28 harcosa esett el. A daytoni békeszerződést követő területfelosztásnál a település Prnjavor község részeként a Szerb Köztársaság területéhez került.

## Oktatás
Vuk Karadžić Általános Iskola. Az iskola 1931-től négyosztályos iskolaként működött, majd 1961-ben nyolcosztályos általános iskolává nőtte ki magát.

## Infrastruktúra
A falut 1969-ben villamosították, 1984-ben érkezett a víz, 2001-ben épült meg a falu átszelő Prnjavor – Čelinac aszfaltozott út. Vijačaniban 1947-ben, a háztartásokban 1993-ban vezették be a telefont. A posta 1970 óta működik, az irányítószám 784322.

## Nevezetességei
A településen egykor szerb ortodox faházas templom állt, 1889-ben pedig felépült a mai Szűz Mária mennybevétele tiszteletére szentelt ortodox temploma. Ez a templom a Banja Luka-i ortodox egyházmegye egyik legnagyobb és legszebb temploma.

## Fordítás
- Ez a szócikk részben vagy egészben  a(z)   Доњи Вијачани című szerb Wikipédia-szócikk ezen változatának fordításán alapul.  Az eredeti cikk szerkesztőit annak laptörténete sorolja fel. Ez a jelzés csupán a megfogalmazás eredetét és a szerzői jogokat jelzi, nem szolgál a cikkben szereplő információk forrásmegjelöléseként.